# Професіографія
Професіографія — опис (складання професіограм) і класифікація діючих професій різних категорій (технічних, економічних, педагогічних, медичних, психологічних).